# 托爾金羅克 (喬治亞州)
托爾金羅克（英語：Talking Rock）是一個位於美國喬治亞州皮肯斯縣的城鎮。

## 地理
托爾金羅克的座標為34°30′34″N 84°30′19″W / 34.50944°N 84.50528°W，而該地的平均海拔高度為333米（即1093英尺）。

## 人口
根據2010年美國人口普查的數據，托爾金羅克的面積為0.50平方千米，當中陸地面積為0.50平方千米，而水域面積為0.00平方千米。當地共有人口64人，而人口密度為每平方千米128人。